# Synagoga Zowche Cedek we Lwowie
Synagoga Zowche Cedek we Lwowie – nieistniejąca synagoga cechowa znajdująca się we Lwowie przy ulicy Bożniczej 16, w dzielnicy Krakowskie Przedmieście.
Synagoga cechu rzeźniczego Zowche Cedek została założona w parterowej przybudówce Wielkiej Synagogi Przedmiejskiej. Podczas II wojny światowej, po wkroczeniu wojsk niemieckich do Lwowa w 1941 roku, synagoga została spalona wraz z Wielką Synagogą Przedmiejską oraz innymi sąsiadującymi cechowymi domami modlitwy 14 sierpnia 1941.
Po zakończeniu wojny nie została odbudowana.